# Troisfontaines
 Troisfontaines  es una comuna y población de Francia, en la región de Lorena, departamento de Mosela, en el distrito y cantón de Sarrebourg. El pueblo cuenta con tres fuentes, como su nombre lo indica: un monumento dedicado en el sitio de la Hoffe.
Su población en el censo de 1999 era de 1.315 habitantes.
Está integrada en la Communauté de communes de la Vallée de la Bièvre .

## Demografía
| 1519 | 1552 | 1413 | 1344 | 1342 | 1315 |
| Para los censos de 1962 a 1999 la población legal corresponde a la población sin duplicidades (Fuente: INSEE [Consultar]) |      |      |      |      |      |